# Corades chelonis
Corades chelonis es una mariposa de la familia Nymphalidae, nativa de los Andes de Colombia, Ecuador y Venezuela, en los bosques y en los páramos, entre los 2,400 y los 3.500 m s. n. m..

## Descripción
La envergadura de las alas es de 7 cm. Por la cara dorsal, las alas anteriores son de color sepia oscuro, más pálido en la base, con tres manchas anaranjadas en cada ala; las posteriores son de color anaranjado rufo, con el borde interno y la punta marrón. Por la cara ventral, las anteriores son gris plateado a marrón con dos puntos blancos; las posteriores son gris plateado a anaranjado, cruzadas por dos líneas paralelas de color castaño rufo y con manchas en los bordes externos.

## Ciclo Vital
Su ciclo vital dura 147 días. Los huevos tienen entre 1,1 y 1,8 mm de diámetro y eclosionan a los 21 días de la postura. La larva se hospeda y se alimenta de Chusquea; es verde con bandas ferruginosas; crece durante 80 días hasta alcanzar 6 cm de longitud. Luego forma una pupa de 1 cm de ancho por 2,4 cm de largo, que tras 46 días se convierte en mariposa.